# Seménkovice
Seménkovice jsou malá vesnice, část města Postoloprty v okrese Louny. Nachází se asi dva a půl kilometry na severozápad od Postoloprt. Seménkovice je také název katastrálního území o rozloze 1,06 km². V katastrálním území Seménkovice leží i Seletice. Obě vesnice tvoří jednu aglomeraci, oddělenou tokem Chomutovky.

## Název
Název vesnice je odvozen z příjmení Seménko ve významu ves lidí Seménkových. V historických pramenech se objevuje ve tvarech: Semenkowicz (1384), Semenkovice (1417), v Semenkovicích (1543), Semenkowicze (1631) a Semenkowitz (1846).

## Historie
První písemná zmínka o Seménkovicích pochází z roku 1384. August Sedláček objevil v archivu řádu maltézského řádu, že tehdy měla ve vsi hospodářský dvůr johanitská komenda na Malé Straně. 

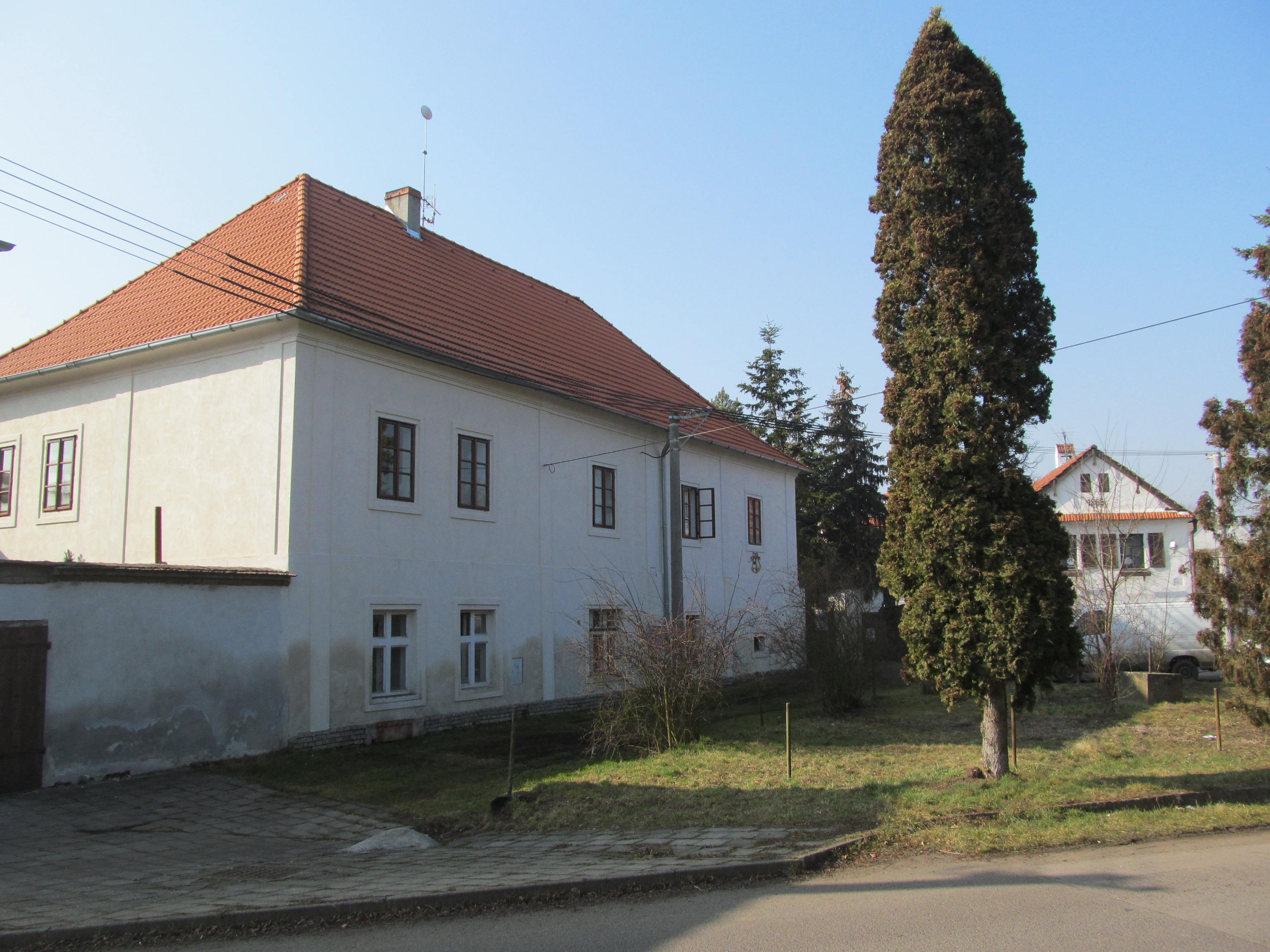
Dům čp. 1

 Vesnice ale nepatřila johanitům celá. Roku 1417 určila v závěti majitelka bitozeveského panství Alžběta z Dubce, že po její smrti připadne Bitozeves se Seménkovicemi řádu johanitů, zastoupeným převorem Jindřichem z Hradce. Johanité vlastnili dvůr ještě v roce 1461. Nicméně před rokem 1506 už byly Seménkovice s Bitozevsí ve světských rukou. V onom roce totiž panství od Zikmunda z Němičevsi koupil Jan Hruška z Března. Podle Augusta Sedláčka zůstaly Seménkovice u Bitozevsi nejspíše až do roku 1607, kdy měly jako samostatný statek připadnout Adamu Hruškovi z Března, který poté ve vsi založil tvrz. Ovšem podle Rudolfa Anděla je tvrz poprvé připomínána roku 1575 a založil ji už Jakub Hruška z Března. Podobně jako ve většině vesnic na Postoloprtsku se i v okolí Seletic v 16. století pěstovala vinná réva.

Hruškům Seménkovice patřily až do roku 1623, kdy jim byly zkonfiskovány a prodány Adamovi z Herbersdorfu, který je připojil k Toužetínu. V době konfiskace ještě ve vsi stála tvrz, byl tam mlýn a celý statek byl oceněn na 11 281 míšeňských kop grošů. Během třicetileté války seménkovická tvrz beze stopy zanikla. 

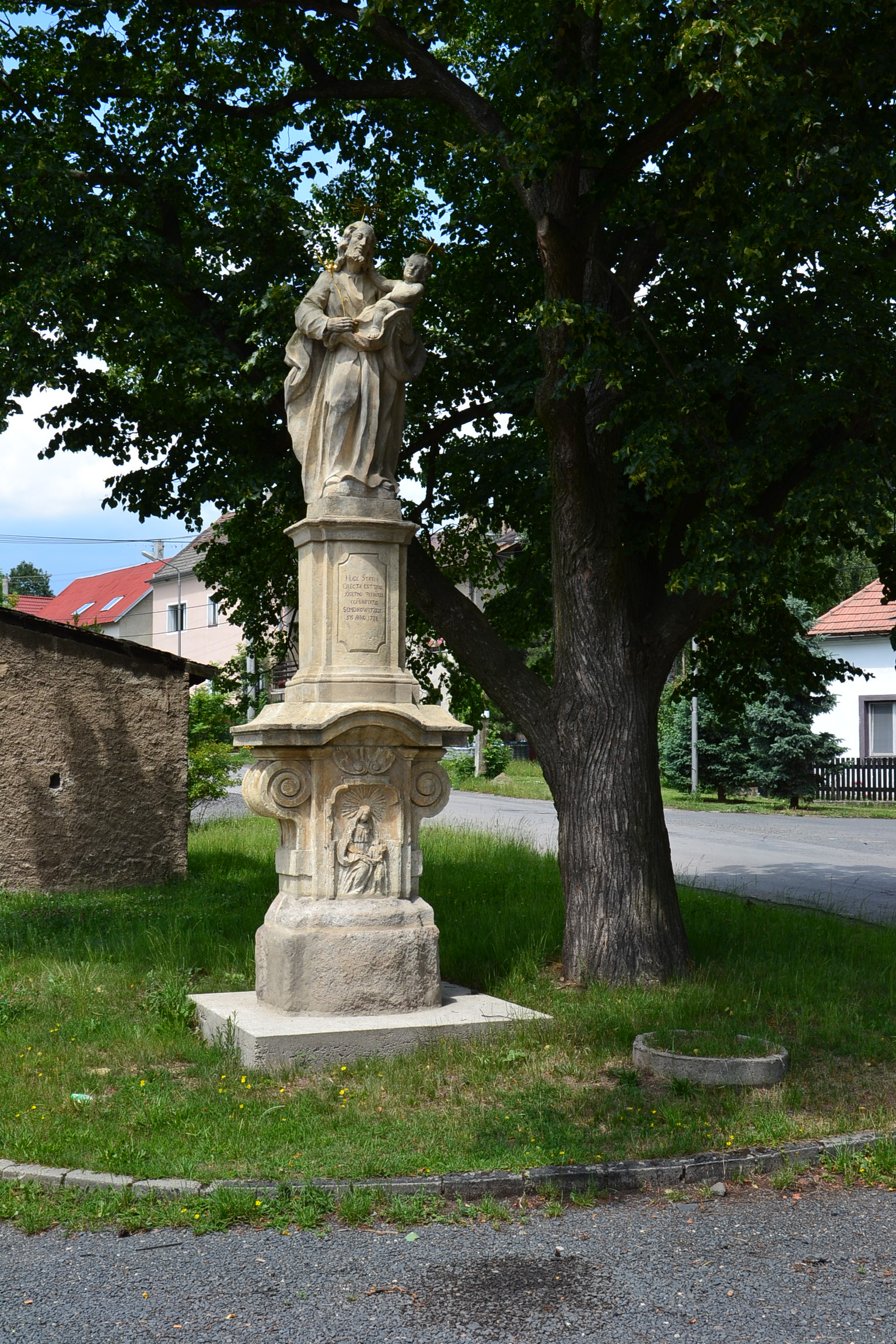
Socha sv. Josefa

S Bitozevsí zůstaly Seménkovice spojené až do roku 1671. Tehdy celé bitozeveské panství, kam kromě Seménkovic patřilo dalších dvanáct vesnic, prodal hrabě Vilém Fridrich Michna z Vacínova jinému hraběti, Jiřímu Ludvíkovi ze Sinzendorfu, majiteli postoloprtského panství. Do něj zůstaly Seménkovice začleněny až do zrušení vrchnostenské správy v polovině 19. století.
Podle berní ruly z roku 1654 stála ve vsi jen čtyři stavení, z toho jedno zpustošené. To byl následek třicetileté války. V polovině 18. století uvádí tereziánský katastr v Seménkovicích šest berní povinných statků. Poddaní pro svou potřebu pěstovali chmel. Vrchnost zde vlastnila mlýn o dvou kolech se třemi stoupami, který pronajímala. Mlýn, jehož kola poháněl již zasypaný náhon, je dnešní čp. 5. Jeho poloha je zakreslena na mapě stabilního katastru z roku 1843. Ještě v roce 1862 se v něm umlelo přes jedenáct tun mouky. V provozu byl ještě za 1. republiky.
Nejstarší známý zdejší rychtář se jmenoval Wenzel Wolfram a úřad zastával v letech 1787–1800. V té době už byly Seménkovice převážně německé. Vrchnostenský dvůr schwarzenberská správa pronajímala. V roce 1900 byl postaven nový betonový most přes Chomutovku, o šest let později se vybudoval vodovod. Roku 1905 byl založen sbor dobrovolných hasičů. V roce 1922 byla do obce zavedena elektřina.

## Obyvatelstvo
|                                                                              | 1869 | 1880 | 1890 | 1900 | 1910 | 1921 | 1930 | 1950 | 1961 | 1970 | 1980 | 1991 | 2001 | 2011 | 2021 |
| ---------------------------------------------------------------------------- | ---- | ---- | ---- | ---- | ---- | ---- | ---- | ---- | ---- | ---- | ---- | ---- | ---- | ---- | ---- |
| Obyvatelé                                                                    | 94   | 93   | 99   | 121  | 143  | 123  | 135  | 86   | 92   | 70   | 43   | 18   | 22   | 36   | 34   |
| Domy                                                                         | 11   | 11   | 16   | 20   | 26   | 27   | 28   | 26   | 107  | 22   | 19   | 20   | 20   | 20   | 21   |
| Počet domů z roku 1961 zahrnuje také domy místních částí Rvenice a Seletice. |      |      |      |      |      |      |      |      |      |      |      |      |      |      |      |

## Obecní správa
Při sčítání lidu v letech 1869–1976 Seménkovice byly samostatnou obcí, se kterým patřily nejprve do okresu Žatec, ale v letech 1961–1976 v okrese Louny. Od 1. května 1976 jsou částí města Postoloprty v okrese Louny.

## Pamětihodnosti
- Socha svatého Josefa. Podle nápisu na soklu byla vztyčena v roce 1738, roku 2008 byla restaurována.[20]
- Budova čp. 1. Stojí v průčelí bývalého vrchnostenského statku. Má valbovou střechu a v přízemí dvě místnosti s valenou klenbou a lunetami. Dům pochází pravděpodobně z 18. století.

## Galerie

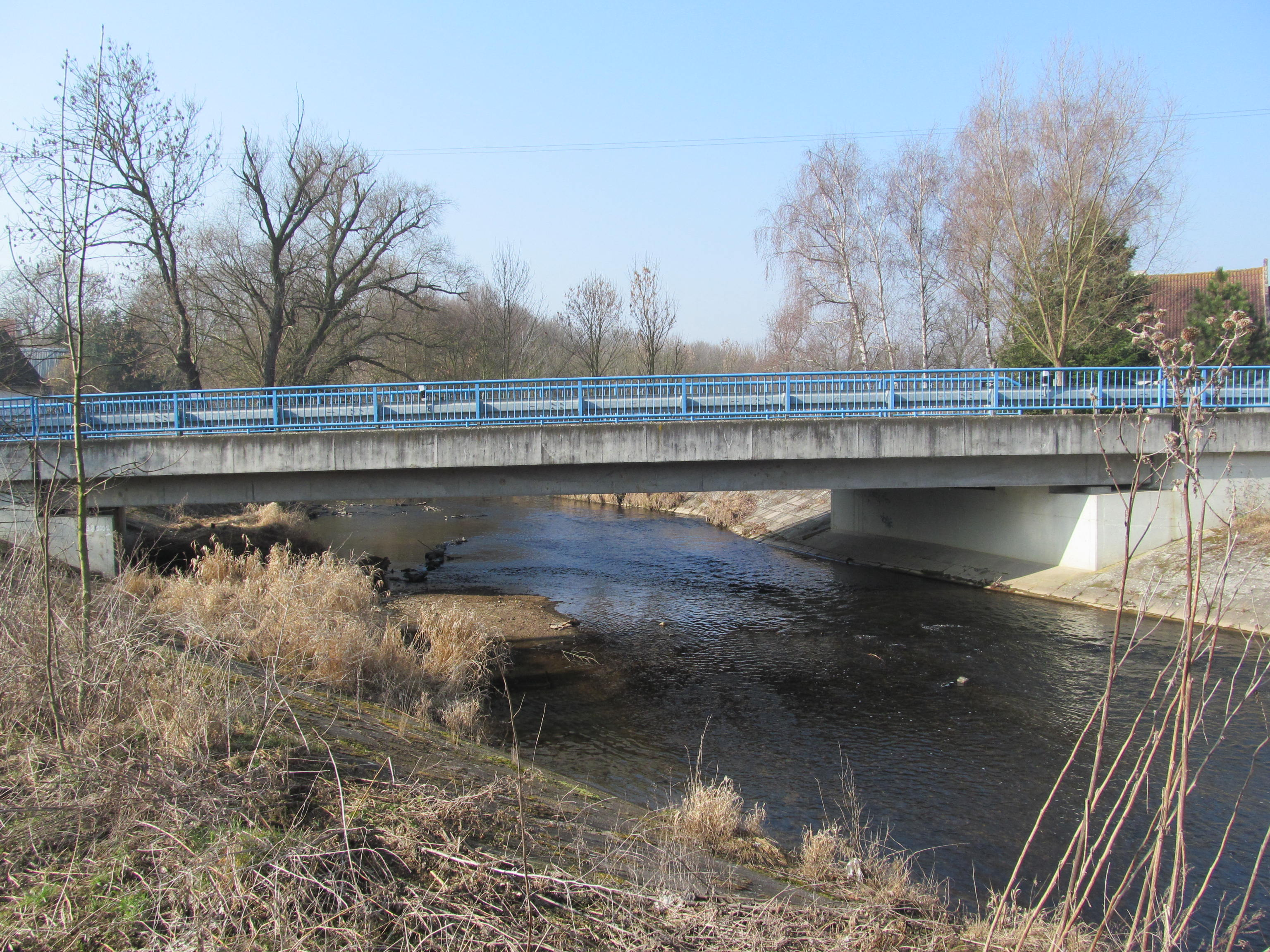
Most přes Chomutovku
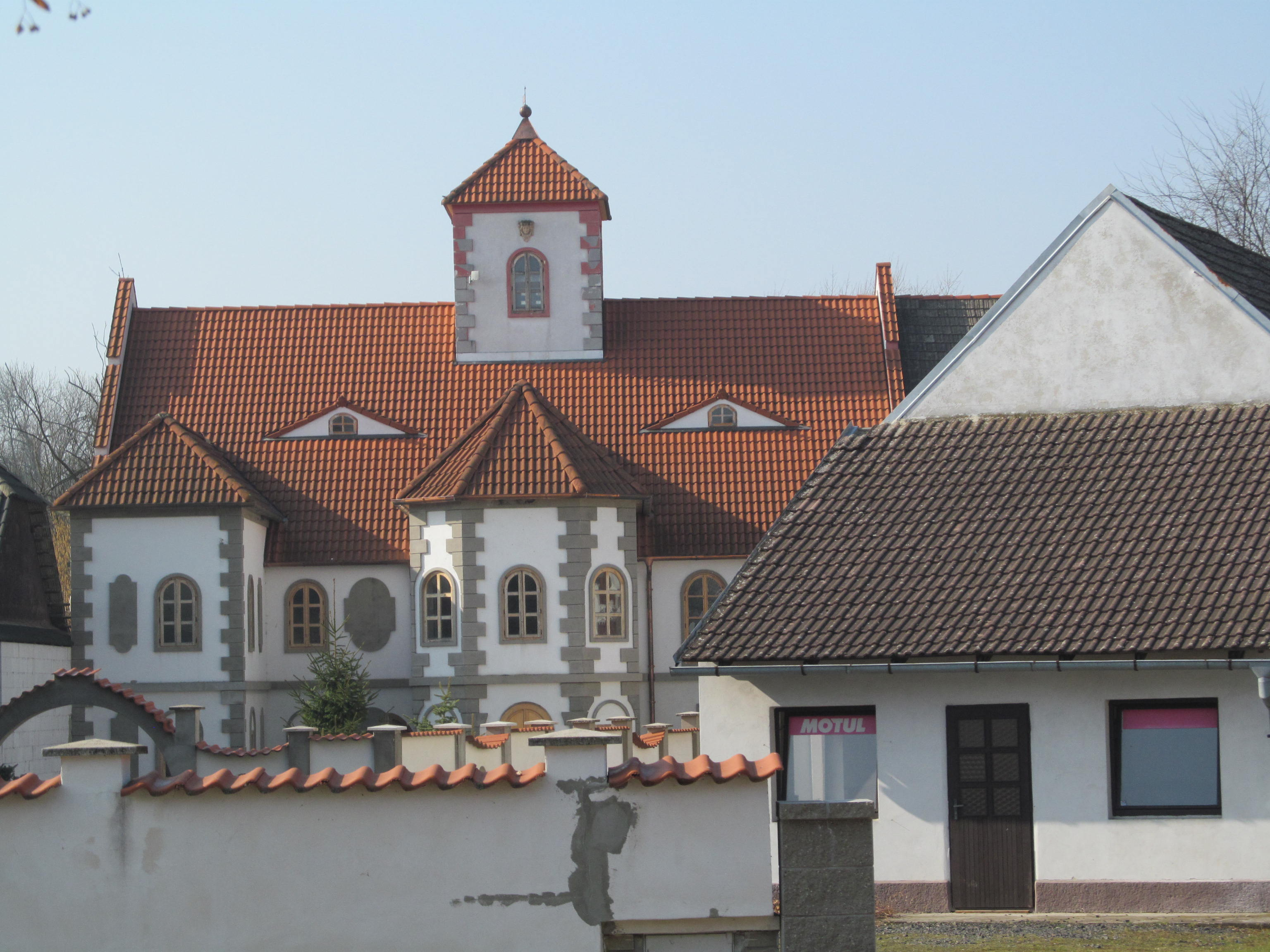
Dům z devadesátých let 20. století v areálu statku
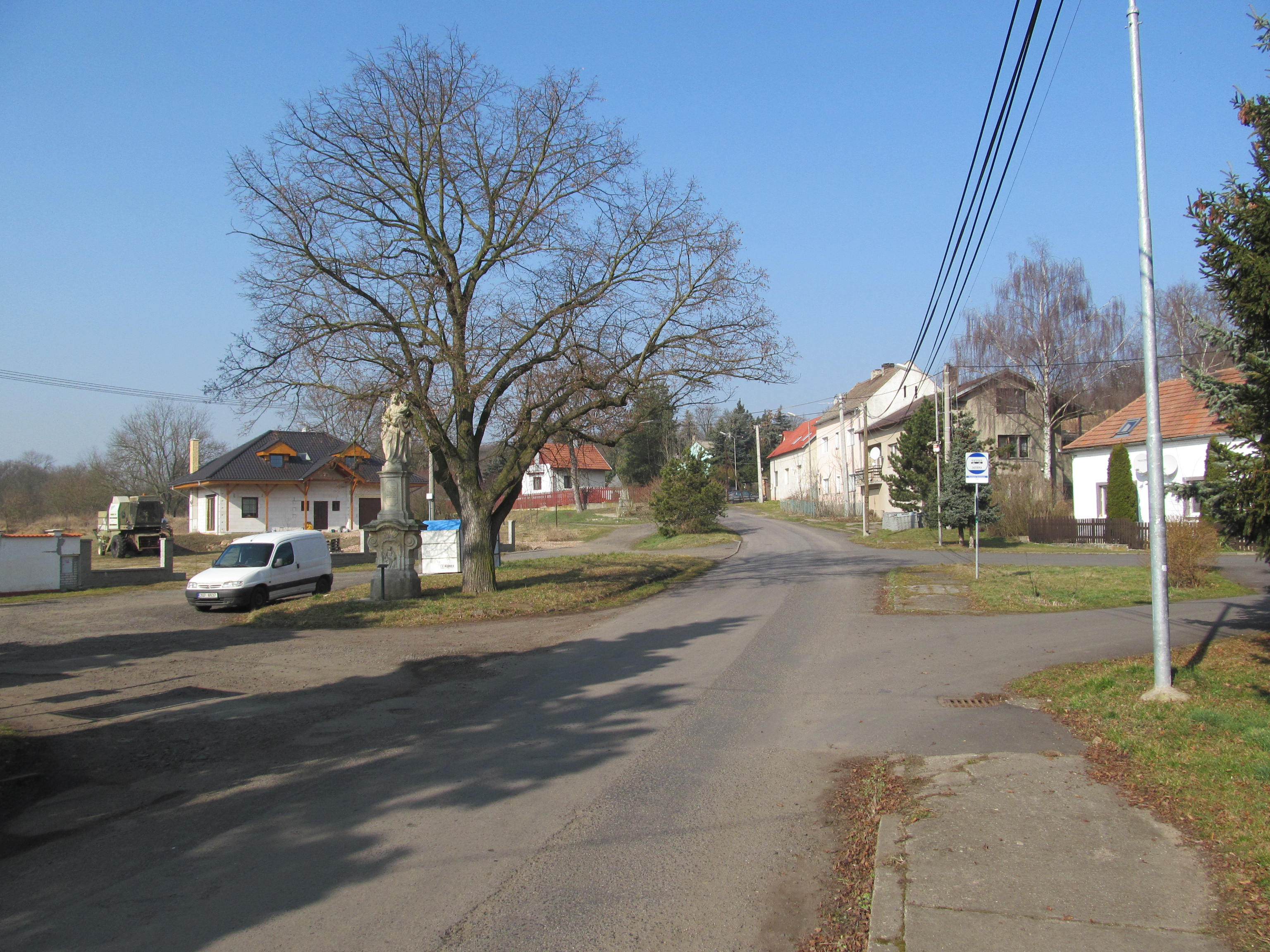
Náves